# Stenodyneroides capitosus
Stenodyneroides capitosus är en stekelart som beskrevs av Giordani Soika 1989. Stenodyneroides capitosus ingår i släktet Stenodyneroides och familjen Eumenidae. Inga underarter finns listade i Catalogue of Life.